# Dicranopygium venezuelanum
Dicranopygium venezuelanum är en enhjärtbladig växtart som beskrevs av Gunnar Wilhelm Harling. Dicranopygium venezuelanum ingår i släktet Dicranopygium och familjen Cyclanthaceae. Inga underarter finns listade.